# Se voglio fischiare, fischio
Se voglio fischiare, fischio (Eu când vreau să fluier, fluier) è un film del 2010 diretto da Florin Şerban.

## Trama
Silviu, diciottenne ribelle, è in galera da quattro anni. A sole due settimane dalla fine della pena, riceve una visita da suo fratello minore, il quale lo informa che è appena tornata la madre dall'Italia, paese in cui lavora come receptionist d'albergo. Quando Silviu apprende dal fratellino che sua madre ha intenzione di portarlo con sé in Italia, perde completamente il senno: è stato lui infatti a crescere suo fratello e non ha intenzione di lasciarlo alla madre, donna incostante e inaffidabile che già una volta ha abbandonato i figli per seguire un uomo. Dopo aver provato a convincere sua madre invano, Silviu arriva a compiere atti estremi: come rapire la sua assistente sociale Ana e tenerla in  ostaggio per attirare l'attenzione dell'intero carcere e piegare la volontà della madre. Nonostante manchino pochi giorni al rilascio, Silviu aggrava decisamente la propria posizione, ma il rapporto con Ana avrà risvolti molto particolari.

## Riconoscimenti
- Orso d'argento, gran premio della giuria al Festival internazionale del cinema di Berlino
- Selezione per l'Oscar al miglior film straniero